# Кінг Кленсі
Кінг Кленсі (англ. King Clancy, 25 лютого 1903, Оттава — 10 листопада 1986, Торонто) — канадський хокеїст, що грав на позиції захисника. Згодом — хокейний тренер.
Член Зали слави хокею з 1958 року. Володар Кубка Стенлі. Провів понад 600 матчів у Національній хокейній лізі.
Його син — Террі Кленсі, також був хокеїстом НХЛ.

## Ігрова кар'єра
Хокейну кар'єру розпочав 1916 року.
Протягом професійної клубної ігрової кар'єри, що тривала 17 років, захищав кольори команд «Оттава Сенаторс» та «Торонто Мейпл-Ліфс».
Загалом провів 647 матчів у НХЛ, включаючи 55 ігор плей-оф Кубка Стенлі.

## Тренерська робота
1937 року розпочав тренерську роботу в НХЛ. Працював з командами «Монреаль Марунс» та «Торонто Мейпл-Ліфс».

## Нагороди та досягнення
- Володар Кубка Стенлі, як гравець — 1923, 1927 (в складі «Оттава Сенаторс»), 1932 (в складі «Торонто Мейпл-Ліфс»).
- Володар Кубка Стенлі, як асистент головного тренера «Торонто Мейпл-Ліфс» — 1962, 1964, 1967.
- Перша команда всіх зірок НХЛ — 1931, 1934.
- Друга команда всіх зірок НХЛ — 1932, 1933.

Входить до числа 100 найкращих гравців НХЛ за версією журналу The Hockey News під 52-м номером.
У 1988 на його честь заснований Приз Кінга Кленсі — яким нагороджується гравець, який є прикладом для партнерів на льоду та поза ним, та бере активну участь у суспільному житті.

## Статистика
| Сезон        | Клуб                   | Ліга         | Регулярний сезон | Регулярний сезон | Регулярний сезон | Регулярний сезон | Регулярний сезон | Плей-оф | Плей-оф | Плей-оф | Плей-оф | Плей-оф |
| Сезон        | Клуб                   | Ліга         | І                | Г                | П                | О                | ШХ               | І       | Г       | П       | О       | ШХ      |
| ------------ | ---------------------- | ------------ | ---------------- | ---------------- | ---------------- | ---------------- | ---------------- | ------- | ------- | ------- | ------- | ------- |
| 1916–17      | «Оттава Сенді Гілл»    | OCJHL        | 4                | 3                | 0                | 3                | —                | —       | —       | —       | —       | —       |
| 1916–17      | «Сен-Жозефс»           | High-ON      | —                | —                | —                | —                | —                | 2       | 3       | 0       | 3       | —       |
| 1917–18      | «Оттава Мьюнишнс»      | OCJHL        | 4                | 2                | 0                | 2                | —                | —       | —       | —       | —       | —       |
| 1917–18      | «Оттава Колледжейт»    | High-ON      | —                | —                | —                | —                | —                | 2       | 3       | 0       | 3       | —       |
| 1918–19      | «Оттава Сент Бриджитс» | ОМХЛ         | 8                | 0                | 1                | 1                | 3                | 1       | 0       | 0       | 0       | 6       |
| 1919–20      | «Оттава Сент Бриджитс» | ОМХЛ         | 8                | 1                | 0                | 1                | —                | —       | —       | —       | —       | —       |
| 1920–21      | «Оттава Сент Бриджитс» | ОМХЛ         | 11               | 6                | 0                | 6                | —                | 6       | 5       | 1       | 6       | 12      |
| 1921–22      | «Оттава Сенаторс»      | НХЛ          | 24               | 4                | 6                | 10               | 21               | 2       | 0       | 0       | 0       | 2       |
| 1922–23      | «Оттава Сенаторс»      | НХЛ          | 24               | 3                | 2                | 5                | 20               | 2       | 0       | 0       | 0       | 0       |
| 1922–23      | «Оттава Сенаторс»      | Кубок Стенлі | —                | —                | —                | —                | —                | 6       | 1       | 0       | 1       | 4       |
| 1923–24      | «Оттава Сенаторс»      | НХЛ          | 24               | 8                | 8                | 16               | 26               | 2       | 0       | 0       | 0       | 6       |
| 1924–25      | «Оттава Сенаторс»      | НХЛ          | 29               | 14               | 7                | 21               | 61               | —       | —       | —       | —       | —       |
| 1925–26      | «Оттава Сенаторс»      | НХЛ          | 35               | 8                | 4                | 12               | 80               | 2       | 1       | 0       | 1       | 8       |
| 1926–27      | «Оттава Сенаторс»      | НХЛ          | 43               | 9                | 10               | 19               | 78               | 6       | 1       | 1       | 2       | 14      |
| 1927–28      | «Оттава Сенаторс»      | НХЛ          | 39               | 8                | 7                | 15               | 73               | 2       | 0       | 0       | 0       | 6       |
| 1928–29      | «Оттава Сенаторс»      | НХЛ          | 44               | 13               | 2                | 15               | 89               | —       | —       | —       | —       | —       |
| 1929–30      | «Оттава Сенаторс»      | НХЛ          | 44               | 17               | 23               | 40               | 83               | 2       | 0       | 1       | 1       | 2       |
| 1930–31      | «Торонто Мейпл-Ліфс»   | НХЛ          | 44               | 7                | 14               | 21               | 63               | 2       | 1       | 0       | 1       | 0       |
| 1931–32      | «Торонто Мейпл-Ліфс»   | НХЛ          | 48               | 10               | 9                | 19               | 61               | 7       | 2       | 1       | 3       | 14      |
| 1932–33      | «Торонто Мейпл-Ліфс»   | НХЛ          | 48               | 13               | 12               | 25               | 79               | 9       | 0       | 3       | 3       | 14      |
| 1933–34      | «Торонто Мейпл-Ліфс»   | НХЛ          | 46               | 11               | 17               | 28               | 62               | 3       | 0       | 0       | 0       | 8       |
| 1934–35      | «Торонто Мейпл-Ліфс»   | НХЛ          | 47               | 5                | 16               | 21               | 53               | 7       | 1       | 0       | 1       | 8       |
| 1935–36      | «Торонто Мейпл-Ліфс»   | НХЛ          | 47               | 5                | 10               | 15               | 61               | 9       | 2       | 2       | 4       | 10      |
| 1936–37      | «Торонто Мейпл-Ліфс»   | НХЛ          | 6                | 1                | 0                | 1                | 4                | —       | —       | —       | —       | —       |
| Усього в НХЛ | Усього в НХЛ           | Усього в НХЛ | 592              | 136              | 147              | 283              | 914              | 55      | 8       | 8       | 16      | 88      |

## Тренерська статистика
| Команда | Сезон   | Регулярний сезон | Регулярний сезон | Регулярний сезон | Регулярний сезон | Регулярний сезон | Регулярний сезон | Плей-оф                  |
| Команда | Сезон   | І                | В                | П                | Н                | О                | Результат        | Результат                |
| ------- | ------- | ---------------- | ---------------- | ---------------- | ---------------- | ---------------- | ---------------- | ------------------------ |
| МОНМ    | 1937–38 | 18               | 6                | 11               | 1                | (30)             | 4-е в КД         | звільнений               |
| ТОР     | 1953–54 | 70               | 32               | 24               | 14               | 78               | 3-є в НХЛ        | програш у першому раунді |
| ТОР     | 1954–55 | 70               | 24               | 24               | 22               | 70               | 3-тє в НХЛ       | програш у першому раунді |
| ТОР     | 1955–56 | 70               | 24               | 33               | 13               | 61               | 4-те в НХЛ       | програш у першому раунді |
| Усього  | Усього  | 228              | 86               | 92               | 50               |                  |                  |                          |